# Sergei Sergejewitsch Prokofjew

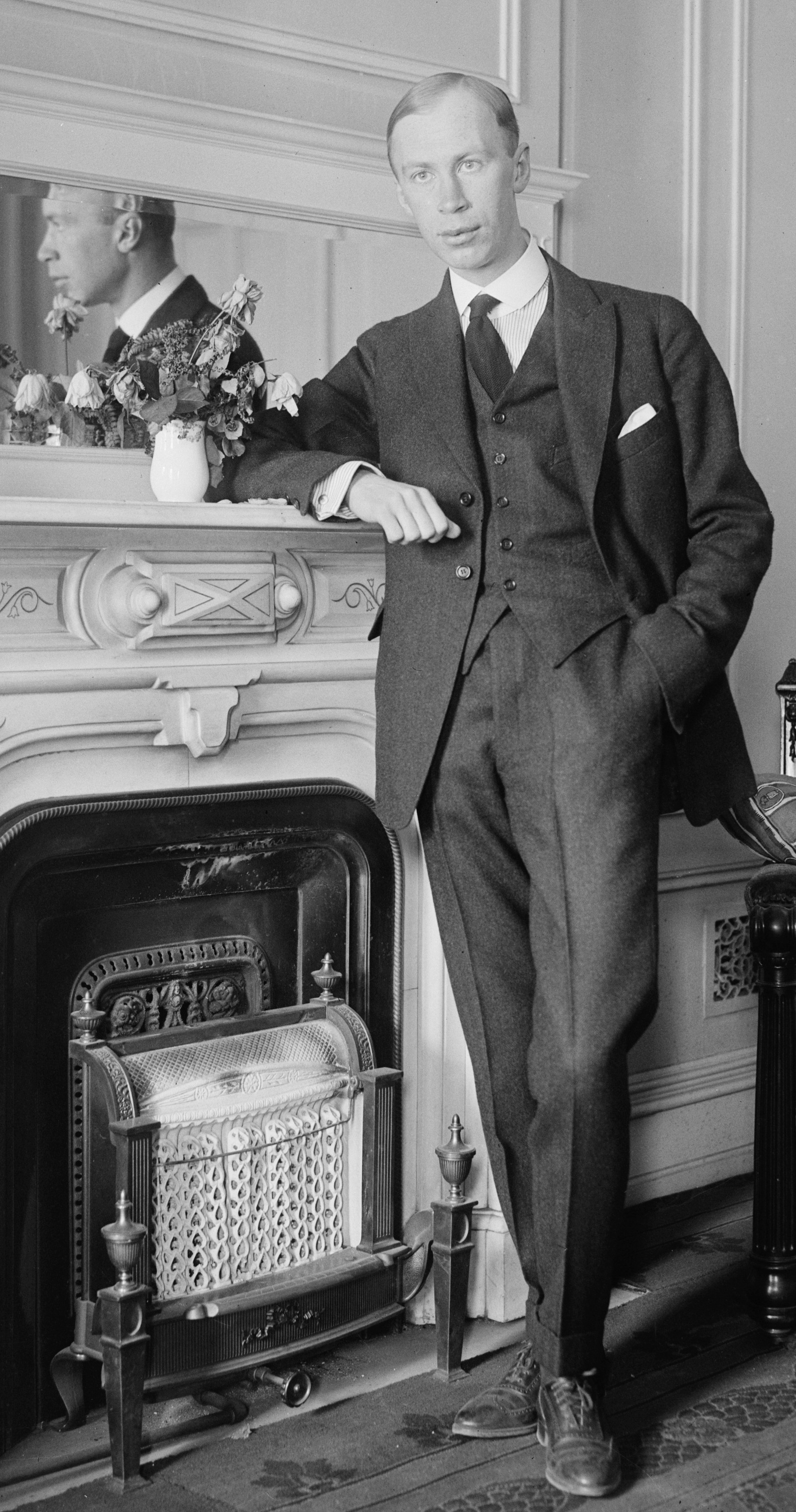
Prokofjew in New York, um 1918

Sergei Sergejewitsch Prokofjew (russisch Сергей Сергеевич Прокофьев [prɐˈkofʲjɪf] Ausspracheⓘ, wiss. Transliteration Sergej Sergeevič Prokof’ev; * 11. Apriljul. / 23. April 1891greg. in Sonzowka, Gouvernement Jekaterinoslaw, Russisches Kaiserreich (heute Oblast Donezk, Ukraine); † 5. März 1953 in Moskau, Russische SFSR) war ein sowjetischer Pianist und Komponist. Sein Musikmärchen Peter und der Wolf zählt zu den weltweit am meisten gespielten Werken der klassischen Musik.

## Leben

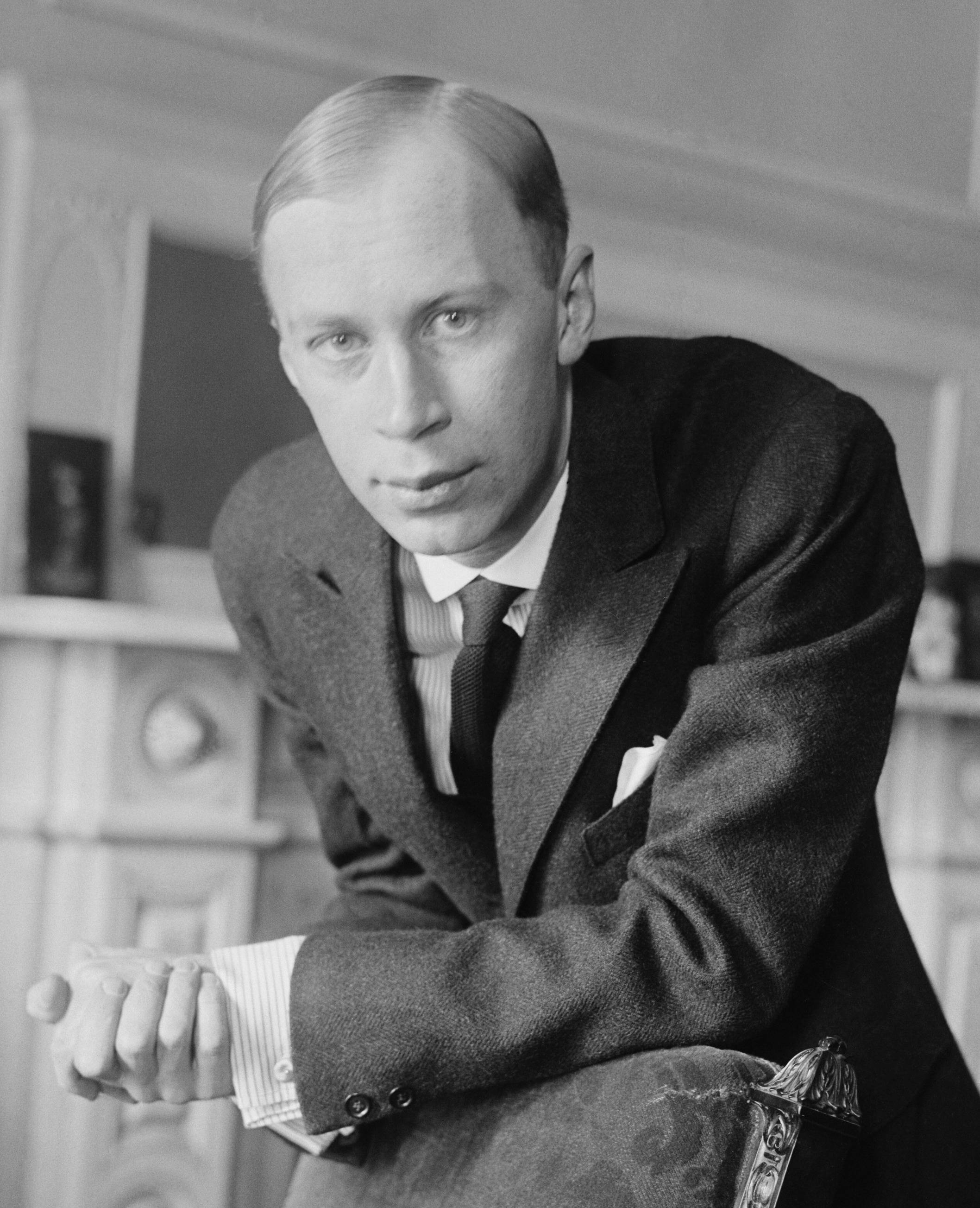
Sergei Prokofjew in New York, um 1918

Sergei Sergejewitsch Prokofjew, Sohn eines Gutsverwalters, zeigte schon früh musikalisches Talent. Im Alter von vier Jahren erhielt er ersten Klavierunterricht von seiner Mutter, 1896 schrieb er erste Kompositionen. Nachdem ihm in den Sommern der Jahre 1902 und 1903 der Komponist Reinhold Glière Privatstunden erteilt hatte, wurde er Anfang 1904 Alexander Glasunow vorgestellt, der ihm empfahl, sofort ein Studium am Konservatorium zu beginnen. So kam Prokofjew schon im April 1904 als 13-Jähriger Student ans Sankt Petersburger Konservatorium, wo er bis 1914 Komposition, Kontrapunkt, Orchestration, Klavier und Dirigieren unter anderen bei Nikolai Rimski-Korsakow und Anatoli Ljadow studierte. Bereits während des Studiums trat er mit einigen Kompositionen an die Öffentlichkeit und machte sich einen Namen als brillanter Pianist. Bis 1918 blieb er in Russland, reiste viel und gab Konzerte.

Aufgrund der schwierigen Situation nach der Oktoberrevolution entschloss sich Prokofjew 1918, Russland zu verlassen, und zog in die USA. Dort gelang es ihm jedoch nicht, Fuß zu fassen, so dass er sich im April 1920 nach einem finanziellen Fiasko in Frankreich niederließ. In den folgenden Jahren lebte er mit Ausnahme der Jahre 1922 und 1923, in denen er in Ettal wohnte, überwiegend in Paris. 1923 heiratete er Carolina Codina (1897–1989), eine spanische Sängerin mit dem Künstlernamen Lina Llubera. Seine vielfältigen Konzertreisen als Dirigent und besonders als Pianist führten ihn 1927 erstmals wieder in die Sowjetunion. Daraufhin beschäftigten ihn immer stärker Gedanken an eine Rückkehr. Nach einigen Jahren des Pendelns zwischen Moskau und Paris ließ er sich 1936 endgültig in Moskau nieder. Zwei Jahre später unternahm er seine letzte Reise ins westliche Ausland. In der Sowjetunion erlebte Prokofjew eine Produktivitätssteigerung. Bei den Weltmusiktagen der Internationalen Gesellschaft für Neue Musik (ISCM World Music Days) gehört er zu den am meisten aufgeführten Komponisten: 1923 wurde in Salzburg die Ouvertüre über ein hebräisches Thema, 1924 in Prag (und später 1957 in Zürich) das Violinkonzert, 1928 in Siena das Quintett für Oboe, Klarinette und Streichtrio, 1946 in London die Ode zum Kriegsende op. 105 und 1947 in Kopenhagen/Lund die Sonate Nr. 2 für Violine und Klavier aufgeführt.
1941 trennte er sich von seiner Familie und zog zu Mira Mendelson, die er 1948 heiratete. 1945 zog er sich bei einem Sturz eine schwere Gehirnerschütterung zu, was zur nachhaltigen Beeinträchtigung seiner Gesundheit führte. Am 10. Februar 1948 wurde Prokofjew vom Zentralkomitee (ZK) der KPdSU in der Parteiresolution „Über die Oper Die große Freundschaft“ als Folge der Schdanowschtschina formalistischer Tendenzen bezichtigt und zu größerer Volkstümlichkeit aufgefordert. Obwohl seine Gesundheit, bedingt durch die Unfallfolgen, in seinen letzten Lebensjahren sehr nachließ, blieb Prokofjew bis zu seinem Tode unermüdlich tätig. Ab 1952 erhielt er eine staatliche Pension.

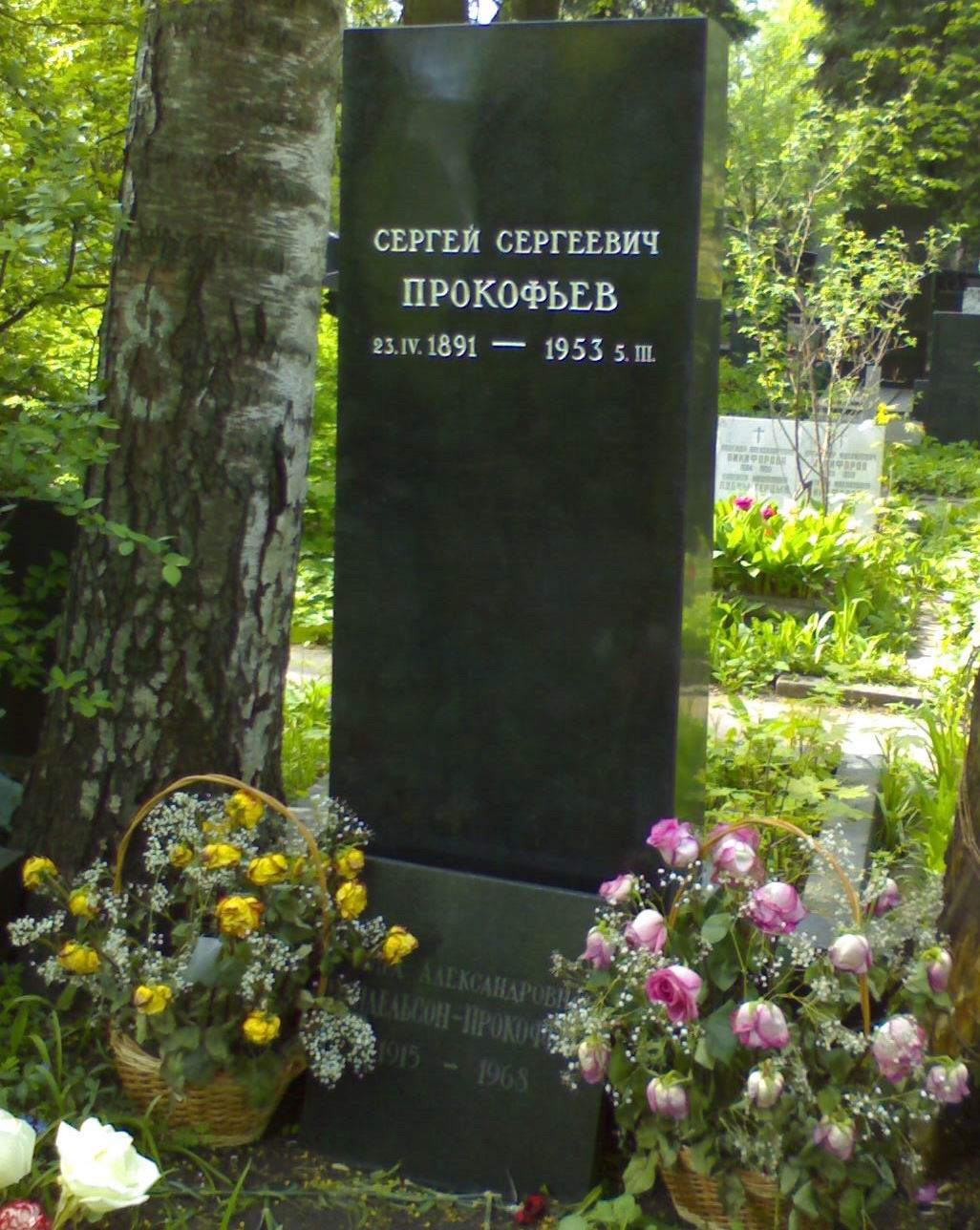
Grab von Sergej Prokofjew und seiner Frau auf dem Nowodewitschi-Friedhof

Prokofjew starb am 5. März 1953, am selben Tag wie Stalin. Prokofjews Tod blieb daher, im Schatten der landesweiten Trauer um den gleichzeitig verstorbenen Diktator, von der Öffentlichkeit fast völlig unbeachtet. Es fanden sich nicht einmal Blumen an seinem Grab. Seine Frau Mira starb 15 Jahre nach ihm und wurde im selben Grab auf dem Nowodewitschi-Friedhof in Moskau bestattet.

## Stil
Prokofjew selbst hat seinen Stil als Zusammenspiel von vier Grundlinien erklärt. Die „klassische Linie“ kommt einerseits in seinem Interesse für historisierende Elemente wie alte Tänze, andererseits im Festhalten an traditionellen Formen zum Ausdruck. Wirklich neoklassizistisch komponierte Prokofjew allerdings nur in seiner Klassischen Sinfonie, da er den Neoklassizismus als Verzicht auf eine eigenständige Tonsprache ansah. Die „moderne Linie“ hingegen beinhaltet seine Vorliebe für gewagte Harmonik, Dissonanzen und ungewohnte Akkordkombinationen. Teilweise führt sie bis an die äußersten Grenzen der Tonalität. Als dritte nennt Prokofjew schließlich die „motorische Linie“. Viele seiner Werke sind durch bohrende Rhythmik und wilde Motorik gekennzeichnet. Im Gegensatz dazu steht die vierte „lyrische Linie“. Immer wieder gelang es Prokofjew, Momente von herber Lyrik und leiser Resignation zu schaffen und ausdrucksstarke Melodien zu komponieren. Zu dieser Aufzählung kann man noch ergänzen, dass auch Humor und Ironie in seinem Schaffen eine bedeutende Rolle spielen. Außerdem haben Prokofjews Orchesterwerke einen spezifischen Klang, weil sie häufig durch eine ungewöhnliche Orchestrierung gekennzeichnet sind, so wenn beispielsweise Violinen und Tuba unisono spielen.
Trotz dieser Kontinuität lassen sich drei Schaffensperioden erkennen. Die erste wird häufig als „russische Periode“ bezeichnet, da sie die Werke umfasst, die vor seiner vorübergehenden Emigration entstanden. Die Werke dieser Zeit sind durch eigenwillige Rhythmen, scharfe Dissonanzen, „sarkastischen“ Humor und vitale Kraft gekennzeichnet. Obgleich er eindeutig mit der spätromantischen Tradition bricht, ist sein Stil nicht völlig von der musikalischen Vergangenheit losgelöst, zumal er die Tonalität nicht sprengt. Trotzdem sorgten einige seiner Werke dieser Periode für einen Skandal (wie zum Beispiel die Skythische Suite). Nach einigen entspannteren Werken des Übergangs (1. Violinkonzert, 3. Klavierkonzert) wurde seine Tonsprache in der zweiten Periode, der „Auslandsperiode“ (ab 1918), noch moderner. Die Dominanz der zweiten „Grundlinie“ (s. o.) ist eindeutig erkennbar. Teilweise setzt sich Prokofjew nun über die Tonalität hinweg. Klangballungen und wüste Ausbrüche kennzeichnen viele seiner damaligen Werke. Gleichwohl erreichte er nie die Modernität einiger Zeitgenossen.

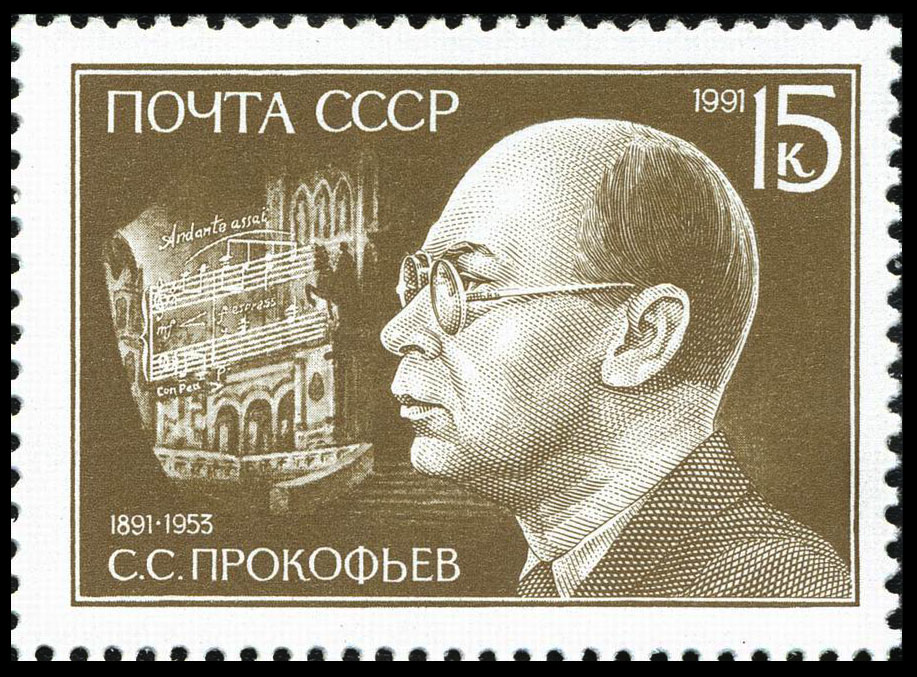
Sowjetische Briefmarkenausgabe zum 100. Geburtstag Prokofjews (1991)

Ab Anfang der 1930er Jahre zeichnete sich ein deutlicher Stilwandel ab. Seine volle Ausprägung fand dieser neue Stil nach dem Umzug in die Sowjetunion, weshalb diese Periode als „sowjetische Periode“ bezeichnet wird. Prokofjew war überzeugt, Musik schreiben zu müssen, die einen gesellschaftlichen Auftrag erfüllte. Dies zeichnet sich in der Vereinfachung der Harmonik und den klareren Konturen der Melodien ab. Indem er stärker auf die Traditionen der russischen Volksmusik eingeht, wurde seine Musik verständlicher und zugänglicher. Zudem festigte er die Tonalität und legte Wert auf eine ausgefeilte Polyphonie. Während des Zweiten Weltkrieges wurde seine Tonsprache noch einmal schärfer, was prompt zur oben genannten Kritik in der Parteiresolution „Über die Oper Die große Freundschaft“ führte. Daraufhin vereinfachte Prokofjew seinen Stil noch weiter. Seine letzten Werke sind von weiten Melodien, lyrischer Stimmung, leiser Resignation und einem fast romantischen Tonfall gekennzeichnet.
Prokofjew gilt heute als bedeutender Komponist und Klassiker der Moderne. Bedeutsam war auch sein Wirken als Komponist von Filmmusik. Alexander Newski gilt als vielfach analysiertes Schlüsselwerk der Filmmusikgeschichte. Prokofjews Partitur beeinflusste und prägte die moderne Filmmusik klassisch-romantischen Stils, die vor allem in den letzten Jahrzehnten des 20. Jahrhunderts eindeutige Stilkopien schuf, häufig sogar direkte Zitate aus Werken Prokofjews verwendete (John Williams, James Horner).
Gewissen Einfluss auf Prokofjews Kompositionstechnik hatten Max Reger, dessen ausgefeilte Modulationskunst Prokofjew beeindruckte, als er 1906 St. Petersburg besuchte, sowie sein Freund seit Studienzeiten Nikolai Mjaskowski, der ihm in einem ausgiebigen Briefwechsel stets seine Meinung zu dessen neuesten Werken mitteilte und auf dessen Urteil Prokofjew großen Wert legte. Insgesamt kann aber kein Komponist genannt werden, an dem sich Prokofjew besonders orientierte; vielmehr schuf er einen eigenen, neuartigen Stil und beeinflusste viele Komponisten der nachfolgenden Generation.
Prokofjew notierte alle seine Partituren in C, d. h. klingend. Für das Englischhorn verwendete er meist den Altschlüssel, wie er schon bei Johann Sebastian Bach zu finden war. Hohe Töne notierte er im Violinschlüssel. Ähnlich verfuhr er beim Fagott, das meist nur den Bassschlüssel erhält. In den jeweiligen Vorworten wies er darauf hin, dass die Stimmen transponiert werden müssen (in der Regel B-Klarinetten und Bassklarinetten, F-Hörner und B-Trompeten). Piccolo und Kontrabass notierte er jedoch klassisch oktavversetzt. Auch setzte er konsequent – wie auch Max Reger und teilweise Schostakowitsch – die Trompeten stets über die Hörner. Den Tenorschlüssel vermied er konsequent bei den Violoncelli. Für hohe Töne nahm er den Violinschlüssel (loco). Die sogenannte 'C-Partitur' setzte sich nicht überall durch; wurde aber doch immer häufiger übernommen (u. a. von Arthur Honegger, später von Alban Berg und Arnold Schönberg. Letztere – Berg und Schönberg – notierten den Kontrabass jedoch in seiner wirklichen Tonhöhe).

## Werke
Der in dieser Aufzählung gebrauchte Hinweis „unveröffentlicht“ bezieht sich auf das Notenmaterial, nicht auf das Werk selbst.

### Bühnenwerke
Opern
- Der Riese, Oper in drei Akten, unveröffentlicht (1900, UA: 1901 in privatem Rahmen)
- Auf unbewohnten Inseln, Ouvertüre und drei Szenen zum I. Akt, unveröffentlicht (1900–1902)
- Das Gelage während der Pest, I. Akt nach Alexander Puschkin, unveröffentlicht (1903), erste Szene revidiert (1908/09)
- Undine, Oper in vier Akten, Libretto A. M. Kilštedt nach Friedrich de la Motte Fouqué, unveröffentlicht (1904–1907)
- Maddalena, op. 13, Oper in einem Akt, Libretto Magda Liven, unveröffentlicht (1911–1913)
- Der Spieler, op. 24, Oper in vier Akten, Libretto Sergei Prokofjew nach Fjodor Dostojewski (1915–1917), revidiert (1927/28); UA: 1929 Théatre Royal de la Monnaie, Brüssel
- Die Liebe zu den drei Orangen, op. 33, Oper in vier Akten und Prolog, Libretto Sergei Prokofjew nach Carlo Gozzi (1919)
- Der feurige Engel, op. 37, Oper in fünf Akten, Libretto Sergei Prokofjew nach Waleri Brjussow (1919–1923), revidiert (1926/27)
- Semjon Kotko, op. 81, Oper in fünf Akten, Libretto von Sergei Prokofjew und Walentin Katajew nach Walentin Katajew (1939)
- Die Verlobung im Kloster, op. 86, Oper in fünf Akten, Libretto von Sergei Prokofjew und Mira Mendelson nach Richard Brinsley Sheridan (1940/41)
- Khan Buzay (1942, 1946)
- Krieg und Frieden, op. 91, Oper in dreizehn Bildern, Libretto von Sergei Prokofjew und Mira Mendelson nach Lew Tolstoi (1941), revidiert (1946–1952)
- Die Geschichte vom wahren Menschen, op. 117, Oper in vier Akten, Libretto von Sergei Prokofjew und Mira Mendelson nach Boris Polewoi (1947/48)
- Ferne Meere, geplant als op. 118, Libretto von Sergei Prokofjew und Mira Mendelson nach W. Dychowitschny (1948–?)

Ballette
- Ala und Lolli, op. 20, von S. Gorodetzki, unveröffentlicht, unvollständig (1914/15)
- Le chout („Der Narr“), op. 21, Ballett in sechs Szenen, Sergei Prokofjew nach Alexander Nikolajewitsch Afanassjew (1915), revidiert (1920)
- Trapeze, op. 39, Ballett in einem Akt (1924, Musik verschollen)
- Le pas d’acier („Der stählerne Schritt“), op. 41, Ballett in zwei Szenen, Sergei Prokofjew und Georgi Bogdanowitsch Jakulow (1925/26)
- L’enfant prodigue („Der verlorene Sohn“), op. 46, Ballett in drei Akten, Boris Kochno (1928/29)
- Sur le Borysthène („Am Dnjepr“), op. 51, Ballett in zwei Szenen, Sergei Prokofjew und Sergei Lifar (1930/31)
- Romeo und Julia, op. 64, Ballett in drei Akten, Sergei Prokofjew nach William Shakespeare (1935/36)
- Cinderella („Aschenbrödel“), op. 87, Ballett in drei Akten, N. Wolkow (1940–1944)
- Das Märchen von der steinernen Blume, op. 118, Ballett in vier Akten, Leonid Lawrowski und Mira Mendelson nach Pawel Baschow (1948–1953)

Schauspielmusik
- Musik zu Ägyptische Nächte von Alexander Tairow nach Alexander Puschkin, William Shakespeare und George Bernard Shaw (1934)
- Musik zu Boris Godunow, op. 70, von Wsewolod Meyerhold nach Alexander S. Puschkin inszeniert (1936)
- Musik zu Eugen Onegin, op. 71, nach Alexander S. Puschkin (1936)
- Musik zu Hamlet, op. 77, von William Shakespeare (1937/38)

### Orchesterwerke
Sinfonien
- Sinfonie G-Dur, unveröffentlicht (1902)
- Sinfonie e-Moll, unveröffentlicht (1908)
- Sinfonietta A-Dur, op. 5, unveröffentlicht (1909), revidiert und veröffentlicht als op. 48 (1914/15 sowie 1929)
- Sinfonie Nr. 1 D-Dur, op. 25 (Symphonie classique, 1916/17)
- Sinfonie Nr. 2 d-Moll, op. 40 (1924/25), später ansatzweise revidiert als op. 136 (unvollendet)
- Sinfonie Nr. 3 c-Moll, op. 44, nach Der feurige Engel, op. 37 (1928)
- Sinfonie Nr. 4 C-Dur, op. 47 und op. 112 (1930 und 1947)
- Sinfonie Nr. 5 B-Dur, op. 100 (1944)
- Sinfonie Nr. 6 es-Moll, op. 111 (1945–1947)
- Sinfonie Nr. 7 cis-Moll, op. 131 (1951/52)

Andere Orchesterwerke
- Rêves („Träume“), op. 6, Sinfonische Dichtung (1910)
- Esquisse automnale („Herbst“), Sinfonische Skizze (1910), revidiert (1915 und 1935)
- Suite aus Ala und Lolli („Skythische Suite“), op. 20 (1915)
- Suite aus Le chout („Der Narr“), op. 21 (1920)
- Andante aus der Klaviersonate Nr. 4 (1934)
- Suite aus Die Liebe zu den drei Orangen, op. 33 (1919), revidiert (1924)
- Ouvertüre über hebräische Themen, op. 34 (1934)
- Suite aus Le pas d’acier („Der stählerne Schritt“), op. 41 (1926)
- Amerikanische Ouvertüre für 17 Instrumente, op. 42, unveröffentlicht (1926–1928)
- Divertimento, op. 43 (1925–1929)
- Suite aus L’enfant prodigue („Der verlorene Sohn“), op. 46 (1929)
- Vier Porträts und Finale aus Der Spieler, op. 49 (1931)
- Andante aus dem Streichquartett Nr. 1, unveröffentlicht (ca. 1930)
- Suite aus Am Dnjepr, op. 51 (1933)
- Sinfonischer Gesang, op. 57, unveröffentlicht (1933)
- Suite aus Leutnant Kishe, op. 60, Bariton ad lib. (1934)
- Suite aus Ägyptische Nächte, op. 61 (1934)
- Suite Nr. 1 aus Romeo und Julia, op. 64 (1936)
- Suite Nr. 2 aus Romeo und Julia, op. 64 (1936)
- Ein Sommertag, op. 65, Kindersuite (1941)
- Vier Märsche für Blasorchester, op. 69 (1935–1937)
- Russische Ouvertüre, op. 72, unveröffentlicht (1936), revidiert (1937)
- Suite aus Semjon Kotko, op. 81 (1941)
- Sinfonischer Marsch B-Dur, op. 88, unveröffentlicht (1941)
- Marsch As-Dur für Blasorchester, op. 89 (1941)
- Suite Das Jahr 1941, op. 90, unveröffentlicht (1941)
- Marsch B-Dur, op. 99 (1943–1944)
- Suite Nr. 3 aus Romeo und Julia, op. 101 (1946)
- Ode auf die Beendigung des Krieges für Blasinstrumente, 8 Harfen, 4 Klaviere, Schlagzeug, Kontrabass, op. 105, unveröffentlicht (1945)
- Suite Nr. 1 aus Aschenbrödel, op. 107 (1946)
- Suite Nr. 2 aus Aschenbrödel, op. 108 (1946)
- Suite Nr. 3 aus Aschenbrödel, op. 109, drittes Stück aus Die Liebe zu den drei Orangen (1946)
- Walzer-Suite, op. 110 (1946)
- Dreißig Jahre, op. 113, Festpoem zum 30. Jahrestag der Oktoberrevolution (1947)
- Puschkin-Walzer, op. 120, unveröffentlicht (1949)
- Sommernachts-Suite, op. 123, aus Die Verlobung im Kloster (1950)
- Hochzeits-Suite, op. 126, aus Das Märchen von der steinernen Blume (1951)
- Zigeunerfantasie, op. 127, aus Das Märchen von der steinernen Blume, unveröffentlicht (1951)
- Ural-Rhapsodie, op. 128, aus Das Märchen von der steinernen Blume, unveröffentlicht (1951)
- Die Herrin des Kupferberges, op. 129, aus Das Märchen von der steinernen Blume, nicht ausgeführt (1951)
- Die Begegnung von Wolga und Don, op. 130, Festpoem (1951)

Werke für Soloinstrument und Orchester
- Klavierkonzert Nr. 1 Des-Dur, op. 10 (1911/12)
- Klavierkonzert Nr. 2 g-Moll, op. 16, unveröffentlicht (1912/13), revidiert (1923)
- Violinkonzert Nr. 1 D-Dur op. 19 (1916/17)
- Klavierkonzert Nr. 3 C-Dur, op. 26 (1917–1921)
- Klavierkonzert Nr. 4 B-Dur, op. 53, für die linke Hand (1931)
- Klavierkonzert Nr. 5 G-Dur, op. 55 (1931/32)
- Violoncellokonzert e-Moll, op. 58 (1933–1938)
- Violinkonzert Nr. 2 g-Moll, op. 63 (1935)
- Sinfonisches Konzert e-Moll für Violoncello und Orchester, op. 125, nach op. 58, (1950/51), revidiert (1952)
- Concertino g-Moll für Violoncello und Orchester, op. 132, vervollständigt von Mstislaw Rostropowitsch und Dmitri Kabalewski (1952)
- Klavierkonzert Nr. 6 für zwei Klaviere und Streicher, op. 133, unvollständig, unveröffentlicht (1952)

### Kammermusik
- Sonate c-Moll für Violine und Klavier, unveröffentlicht (1903)
- Liedchen d-Moll für Violine und Klavier, unveröffentlicht (1903)
- Liedchen Nr. 2 c-Moll für Violine und Klavier, unveröffentlicht (1904)
- Humoristisches Scherzo, op. 12, Nr. 9 für vier Fagotte (1915)
- Ballade c-Moll für Violoncello und Klavier, op. 15 (1912)
- Ouvertüre über hebräische Themen c-Moll für Klarinette, Streichquartett und Klavier, op. 34 (1919)
- Fünf Melodien für Violine und Klavier, op. 35a (1925, Transkription der Fünf Lieder ohne Worte op. 35)
- Quintett g-Moll für Oboe, Klarinette, Violine, Viola und Kontrabass, op. 39 (1924, Musik basiert weitgehend auf verschollenem Ballett „Trapeze“, op. 39)
- Streichquartett Nr. 1 h-Moll, op. 50 (1930)
- Sonate C-Dur für zwei Violinen, op. 56 (1932)
- Sonate Nr. 1 f-Moll für Violine und Klavier, op. 80 (1938–1946)
- Streichquartett Nr. 2 F-Dur über Kabardinische Themen, op. 92 (1941)
- Sonate D-Dur für Flöte und Klavier, op. 94 (1943)
- Sonate D-Dur für Violine und Klavier, op. 94a (1944)
- Adagio für Violoncello und Klavier aus Aschenbrödel, op. 97 (1944)
- Sonate D-Dur für Violine Solo, op. 115 (1947)
- Sonate C-Dur für Violoncello und Klavier, op. 119 (1949)
- Sonate cis-Moll für Violoncello, op. 134, unveröffentlicht, unvollständig

### Klavierwerke
Werke zu zwei HändenFrühwerke ohne Opuszahl
- Indischer Galopp F-Dur (1896)
- Marsch C-Dur (1896)
- Walzer C-Dur (1896)
- Rondo C-Dur (1896)
- Marsch H-Dur/D-Dur (1897)
- Polka G-Dur (1899)
- Walzer G-Dur (1899)
- Walzer C-Dur/G-Dur (1899)
- Marsch (1900)
- 7 Stücke (1901)
- Liedchen, Serie I, zwölf Stücke (1902)
- Bagatelle a-Moll (1902)
- Liedchen, Serie II, zwölf Stücke (1902)
- Sonate Nr. 1 a-Moll (1903)
- Liedchen, Serie III, zwölf Stücke (1903/04)
- Variationen über Tschishika (1904)
- Liedchen, Serie IV, zwölf Stücke (1905)
- Polka mélancholique fis-Moll (1905)
- Liedchen, Serie V, zwölf Stücke (1906)
- Lied ohne Worte Des-Dur (1907)
- Intermezzo A-Dur (1907)
- Orientalisches Liedchen g-Moll (1907)
- Sonate Nr. 2 f-Moll, verarbeitet in op. 1 (1907)
- Sonate Nr. 3 a-Moll, verarbeitet in op. 28 (1907)
- Vier Stücke, revidiert als op. 3 (1908)
- Sonate Nr. 4 (1907-08)
- Vier Stücke, revidiert als op. 4 (1908)
- Sonate Nr. 5, verarbeitet in op. 29 (1908)
- Prüfungsfuge (1908)
- Andante c-Moll, unvollständig (1908)
- Zwei Stücke (1908)
- Etüde c-Moll (1908)
- Stücke über Es-C-H-E (1908)
- Sonate Nr. 6, verschollen (um 1908/09)

Werke zu zwei HändenWerke mit Opuszahl
- Sonate Nr. 1 f-Moll, op. 1, nach Sonate Nr. 2 (1909)
- Vier Etüden, op. 2 (1909)
- Vier Stücke, op. 3, Revision der vier Stücke von 1907/08 (1911)
- Vier Stücke, op. 4, Revision der vier Stücke von 1908 (1910–1912)
- Toccata d-Moll, op. 11 (1912)
- Zehn Stücke, op. 12 (1906–1913)
- Sonate Nr. 2 d-Moll, op. 14 (1912)
- Sarkasmen, op. 17 (1912–1914)
- Flüchtige Visionen (Visions fugitives), op. 22 (1915–1917)
- Sonate Nr. 3 a-Moll, op. 28 (aus alten Heften), nach Sonate (Nr. 3) (1917)
- Sonate Nr. 4 c-Moll, op. 29 (aus alten Heften), nach Sonate (Nr. 5) und Sinfonie e-Moll (1917)
- Die Märchen der alten Großmutter, op. 31 (1918)
- Vier Stücke, op. 32 (1918)
- Marsch und Scherzo aus Die Liebe zu den drei Orangen, op. 33 (1922)
- Sonate Nr. 5 C-Dur, op. 38, revidiert als op. 135 (1923)
- Divertimento, op. 43 (1938)
- Dinge an sich, op. 45, zwei Stücke (1928)
- Sechs Stücke, op. 52 (1930/31)
- Zwei Sonatinen, op. 54, e-Moll und G-Dur (1931/32)
- Drei Stücke, op. 59 (1933/34)
- Gedanken (Pensées), op. 62 (1933/34)
- Kindermusik, op. 65, zwölf Stücke (1935)
- Zehn Stücke aus Romeo und Julia, op. 75 (1937)
- Gavotte, op. 77 (1938)
- Sonate Nr. 6 A-Dur, op. 82 (1939/40)
- Sonate Nr. 7 B-Dur, op. 83 (1939–1942)
- Sonate Nr. 8 B-Dur, op. 84 (1939–1944)
- Drei Stücke aus Aschenbrödel, op. 95 (1942)
- Drei Stücke, op. 96 (1941–1942)
- Zehn Stücke aus Aschenbrödel, op. 97 (1943)
- Zwei Stücke aus Aschenbrödel, op. 102 (1944)
- Sonate Nr. 9 C-Dur, op. 103 (1947)
- Sonate Nr. 5 C-Dur, op. 135 (1952/53)
- Sonate Nr. 10 c-Moll, op. 137, unveröffentlicht, unvollständig
- Sonate Nr. 11, op. 138, nicht ausgeführt
- Dumka, unveröffentlicht (nach 1933)

Werke zu 4 Händen
- Marsch C-Dur (1897)
- Marsch C-Dur (1899)
- Marsch F-Dur (1899)
- Stück F-Dur (1899)
- Stück d-Moll (1900)
- Stück mit Zither, unvollständig (1900)
- Bagatelle Nr. 1 c-Moll (1901)

### Vokalwerke
Vokalwerke mit Orchester
- Zwei Gedichte (von K. Balmont) für Frauenchor und Orchester, op. 7, unveröffentlicht (1909/10)
- Das hässliche Entlein für Singstimme und Orchester, op. 18 (1923)
- Kantate Es sind ihrer Sieben (Chaldäische Beschwörung) für Tenor, gemischten Chor und großes Orchester, op. 30 (1917/18), revidiert (1933)
- Mélodie für eine Singstimme und Orchester, op. 35 (um 1920)
- Suite aus Der feurige Engel für eine Singstimme und Orchester, op. 37, unveröffentlicht, unvollständig (1923)
- Peter und der Wolf für Erzähler und Orchester, op. 67, Sinfonisches Märchen für Kinder (1936)
- Kantate zum 20. Jahrestag der Oktoberrevolution für zwei Chöre, Orchester, Blasorchester, Akkordeonorchester und Schlagzeug, op. 74 (Texte von Marx, Lenin und Stalin, 1936/37)[3]
- Lieder unserer Tage für Solostimmen, Chor und Orchester, op. 76 (1937)
- Kantate Alexander Newski für Mezzosopran, Chor und Orchester, op. 78 (Texte von Wladimir Lugowskoi und S. Prokofjew, 1937)
- Trinkspruch (Heil Stalin) für Chor und Orchester, op. 85 (1939)
- Ballade vom unbekannten Knaben für Sopran, Tenor, Chor und Orchester, op. 93, unveröffentlicht (1942/43)
- Blüh’ auf, gewaltig’ Vaterland op. 114, Kantate zum 30. Jahrestag der Oktoberrevolution von Jewgeni Dolmatowski (1947)
- Winterlagerfeuer, op. 122, Suite nach Samuil Marschak für Sprecher, Knabenchor und Orchester (1949/50)
- Auf Friedenswacht, op. 124, Oratorium nach Samuil Marschak für Mezzosopran, Sprecher, Chor, Knabenchor und Orchester (1950)

Chorwerke
- Zwei Massenlieder für Gesang und Klavier, op. 66a (1935)
- Vier Lieder für eine Singstimme oder einstimmigen Chor und Klavier, op. 66b (1935)
- Sieben Massenlieder und Marsch für Gesang und Klavier, op. 89 (1941), Nr. 1, 2 und 7 unveröffentlicht
- Nationalhymne, op. 98, nach S. Michalkow und El-Registan (1943)
- Allunionshymne nach S. Stschipatschow, unveröffentlicht, unvollständig (1946)
- Soldatenmarschlied, op. 121, nach W. Lugowskoi (1950)

Lieder für Singstimme und Klavier
- Juvenilia. unveröffentlicht (1903–1907)
- Zwei Gedichte, op. 9 (1910/11)
- Das hässliche Entlein, op. 18, nach Hans Christian Andersen (1914)
- Fünf Gedichte, op. 23 (1915)
- Fünf Gedichte, op. 27, von A. Achmatowa (1916)
- Fünf Lieder ohne Worte, op. 35 (1920)
- Fünf Gedichte, op. 36, von K. Balmont (1921)
- Fünf kasachische Volksweisen (1927)
- Zwei Lieder aus Leutnant Kishe, op. 60, nach J. Tynjanow (1934)
- Drei Kinderlieder, op. 68 (1936)
- Drei Romanzen, op. 73, nach A. Puschkin (1936)
- Drei Lieder aus Alexander Newski, op. 78, nach W. Lugowskoi (1939)
- Sieben Lieder, op. 79 (1939)
- Zwölf russische Volkslieder, op. 104 (1944)
- Zwei Duette, op. 106, Bearbeitungen russischer Volkslieder für Tenor, Bass und Klavier (1944)
- Vom Wels, nach S. Michalkow, unveröffentlicht, unvollständig

## Andere Werke

### Filmmusik
- La Croisière Jaune, Kolonialpropagandafilm zu der so genannten Croisière Jaune
- Leutnant Kishe, op. 60, nach der satirischen Novelle Sekondeleutnant Saber von Juri Nikolajewitsch Tynjanow, unveröffentlicht (Regie: Aleksandr Fajntsimmer; 1933), daraus auch die fünfsätzige Suite
- Pique Dame, op. 70, nach Alexander Puschkins gleichnamiger Erzählung, nicht verfilmt (1936)
- Alexander Newski für Mezzosopran, Chor und Orchester (Regie: Sergei Eisenstein; 1938)
- Lermontow, unveröffentlicht (1941)
- Kotowski, unveröffentlicht (1942)
- Partisanen in der Steppe der Ukraine, unveröffentlicht (1942)
- Tonja, unveröffentlicht, nicht verfilmt (1942)
- Iwan der Schreckliche (Iwan Grosny; Regie: Sergei Eisenstein), op. 116, Teil I (1942–1944), Teil II (1945)

### Arrangements
- Dieterich Buxtehude: Orgelpräludium und Fuge für Klavier (1920; 1918?)
- Franz Schubert: Walzer, Suite für Klavier, zweihändig (1920; 1918?), vierhändig (1923)

### Sonstiges
- Gymnastikmusik, unveröffentlicht, unvollständig (um 1936)

### Erzählungen
- Der wandernde Turm, deutsche Erstveröffentlichung, Edition Elke Heidenreich bei C. Bertelsmann, 2012, ISBN 978-3-570-58034-9.

## Auszeichnungen und Ehrungen
1944 wurde ihm die Goldmedaille (Gold Medal) der Londoner Royal Philharmonic Society verliehen. Insgesamt erhielt Prokofjew sechsmal den Stalinpreis und einmal den Leninpreis. Den Stalinpreis (Zweiter Klasse) erhielt Prokofjew 1943 für die Klaviersonate Nr. 7 B-Dur, op. 83, und den Stalinpreis (Erster Klasse) 1946 für seine Fünfte Symphonie, die Klaviersonate Nr. 8 und das Cinderella-Ballett.
Seit 1933 war Prokofjew Honorarprofessor am Moskauer Konservatorium, und seit 1947 wurde er Mitglied der Königlich Schwedischen Musikakademie.
Seit 1991 gibt es ein Museum Sehii Prokofiev in Sonziwka; die Eröffnung war seinem 100-jährigen Jubiläum gewidmet.
Die Nationale Musikakademie Donezk sowie das akademische Sinfonieorchester der Philharmonie Donezk sind nach Prokofjew benannt.
Der Flughafen Donezk (Ukraine) hieß Donetsk International Airport Sergey Prokofiev bis zu seiner Zerstörung 2014/2015 während des Russisch-Ukrainischen Kriegs.

## Rezeption in der Pop- und Filmmusik
- „Erhebe dich, du russisches Volk“ aus Alexander Newski liegt dem Song „Mother Russia“ von Iron Maiden zugrunde
- Leutnant Kishe-Suite, op. 60, fand verschiedentlich Verwendung in späteren Werken der Popularmusik und Filmkunst:
  - Stings „Russians“ zitiert daraus die „Romanze“ bzw. „Kishes Begräbnis“.
  - Woody Allen verwendete Teile für seinen Film Die letzte Nacht des Boris Gruschenko (Love and Death).
  - Die Rockband Magnum verwendet „Troika“ als Intro bei ihren Live-Konzerten sowie den Live-Alben.
  - Greg Lake verwendete Motive aus der Suite für „I believe in Father Christmas“.
- Darüber hinaus verwendeten Emerson, Lake and Palmer Teile aus Romeo und Julia, op. 64, für ihren gleichnamigen Song sowie den zweiten Satz der Skythischen Suite, op. 20, für “The Enemy God Dances With The Black Spirits”.
- Die britische Band Muse verwendete auf einem Konzert im Londoner Wembley-Stadion einen Auszug aus dem „Tanz der Ritter“ aus Romeo und Julia als Intro und Überleitung zu ihrem Song „Knights of Cydonia“.